# Pascal Langdale
Pascal Langdale (* 5. September 1973 in Brighton, Vereinigtes Königreich als Pascal Langlois) ist ein britischer Schauspieler und Synchronsprecher. Er ist bekannt für die Rolle des Ethan Mars im Videospiel Heavy Rain, die er synchronisierte und im Motion-Capture-Verfahren darstellte.

## Werdegang
Langdale studierte drei Jahre lang an der Royal Academy of Dramatic Art. Er stellte seit 1999 etliche Nebenrollen in einer Reihe von Fernsehproduktionen dar, nebenbei leitete er auch ein Unternehmen, das die Motion-Capture-Technologie für Videospiele unterstützte. Er führte das Drehbuch und spielte in Faster Than Night, ein live-animiertes und interaktives Drama, das 2014 als Teil des Festivals HITCH Harbourfront in Toronto ausgewählt wurde.
Langdale erlangte 2010 große Bekanntheit für seine Darstellung des Architekten Ethan Mars im Videospiel Heavy Rain vom Videospielentwickler David Cage, der das Unternehmen Quantic Dream leitet. Für die Rolle steckte er im Motion-Capture-Anzug und synchronisierte diese auch in der englischsprachigen Fassung.
Von 2011 bis 2014 trat Langdale in Fernsehspots für The National Lottery auf und spielte die Rolle eines Millionärs namens Hector Riva. Der Werbespot zeigte ihn bei der Vorbereitung für eine Reise in den Weltraum, einen Aufenthalt auf seiner privaten Insel, ihn beim Tauchen vor seiner privaten Yacht und beim Fliegen in seinem Privatjet. Er ist auch in der Werbung für Saint Agur blue cheese aufgetreten.
Langdale hat zwei Kinder und lebt abwechselnd in Toronto und Ontario.

## Filmografie (Auswahl)

### Filme
- 2004: The Phantom of the Opera
- 2007: Super Comet: After The Impact
- 2007: Gene Broadway – Tanz … oder Liebe? (J’aurais voulu être un danseur)
- 2007: Steel Trap
- 2008: Sharpes Peril
- 2008: Cards on the Table
- 2009: Morris: A Life with Bells On
- 2021: See for Me

### Fernsehen
- 1999–2000: Lucy Sullivan Is Getting Married
- 2003: Ultimate Force
- 2003, 2004: Hautnah – Die Methode Hill (Wire in the Blood, 2 Folgen)
- 2006: Extras
- 2006: Casualty (1 Folge)
- 2006: The Bill (1 Folge)
- 2007: Discovery 2057
- 2008: Die Scharfschützen (Sharpe, 1 Folge)
- 2009: My Family (1 Folge)
- 2009: Free Agents
- 2009: Spooks – Im Visier des MI5 (Spooks, 1 Folge)
- 2008, 2010: Doctors (2 Folgen)
- 2010: Any Human Heart
- 2012: Flashpoint – Das Spezialkommando (Flashpoint, 1 Folge)
- 2013: The Listener – Hellhörig (TV Series)
- 2013: Nikita (2 Folgen)
- 2013, 2018: Murdoch Mysteries (2 Folgen)
- 2014–2016: Bitten (11 Folgen)
- 2014: Republic of Doyle – Einsatz für zwei (Republic of Doyle, 1 Folge)
- 2015: Reign (4 Folgen)
- 2016: Between (2 Folgen)
- 2016: Killjoys (6 Folgen)
- 2016: Private Eyes (1 Folge)
- 2016–2018: Mayday – Alarm im Cockpit (Mayday, 3 Folgen)
- 2017: Saving Hope (1 Folge)